# Gemini (álbum de Alice Nine)
Gemini é o quarto álbum de estúdio da banda japonesa de visual kei rock Alice Nine, lançado em 9 de fevereiro de 2011. É o primeiro álbum da banda em que os créditos das composições são dados de forma individual.

## Recepção
Alcançou a terceira posição na Oricon Albums Chart e ficou na parada por três semanas.

## Faixas

### Edição regular
Todas as letras escritas por Shou. 
| N.º            | Título               | Música         | Duração |  |
| 1.             | "I."                 | Saga           | 4:23    |  |
| 2.             | "Rumwolf"            | Saga e Hiroto  | 3:00    |  |
| 3.             | "Stargazer:"         | Alice Nine     | 4:14    |  |
| 4.             | "4U"                 | Saga           | 5:52    |  |
| 5.             | "Shinkirō" (蜃気楼)  | Alice Nine     | 3:44    |  |
| 6.             | "King & Queen"       | Tora           | 3:13    |  |
| 7.             | "Entr'acte"          | Saga           | 1:33    |  |
| 8.             | "Senkō" (閃光)       | Alice Nine     | 4:18    |  |
| 9.             | "Fūrin" (風凛)       | Saga           | 4:17    |  |
| 10.            | "Gemini-0-eternal"   | Saga           | 4:21    |  |
| 11.            | "Gemini-I-the void"  | Saga           | 4:12    |  |
| 12.            | "Gemini-II-the luv"  | Saga           | 3:41    |  |
| 13.            | "Gemini-II-the luv"  | Saga           | 4:06    |  |
| 14.            | "Birth in the Death" | Hiroto         | 5:49    |  |
| Duração total: | Duração total:       | Duração total: | 55:04   |  |

### Edição limitada
| Faixa bônus |            |               |         |  |
| N.º         | Título     | Música        | Duração |  |
| 1.          | "Overture" | Hiroto e Saga | 2:29    |  |

| DVD |                               |         |  |
| N.º | Título                        | Duração |  |
| 1.  | "Gemini-0-eternal Music Clip" |         |  |
| 2.  | "Music Clip Making"           |         |  |

## Ficha técnica

### Alice Nine
- Shou (将) – vocal
- Hiroto (ヒロト) – guitarra
- Tora (虎) – guitarra
- Saga (沙我) – baixo
- Nao (ナオ) – bateria